# Vicenza Hockey 2023-2024
Questa pagina raccoglie i dati riguardanti de Vicenza Hockey nelle competizioni ufficiali della stagione 2023-2024.

## Stagione
I Vicenza Hockey iniziano gli allenamenti il 29 agosto 2023.

## Rosa 2023-2024
| #  | Ruolo      | Naz.              | Nome e Cognome        |
| -- | ---------- | ----------------- | --------------------- |
| 29 | Portiere   | Italia (bandiera) | Angelo Kevin Bonsu    |
| 35 | Portiere   | Italia (bandiera) | Filippo Olando        |
| 39 | Portiere   | Italia (bandiera) | Michele Frigo         |
| 3  | Difensore  | Italia (bandiera) | Gianluca Cantele      |
| 7  | Difensore  | Italia (bandiera) | Mattia Bianchin       |
| 11 | Difensore  | Italia (bandiera) | Marco Quinto          |
| 21 | Difensore  | Italia (bandiera) | Alessandro Nespolo    |
| 26 | Difensore  | Italia (bandiera) | Tobia Vendrame        |
| 4  | Attaccante | Italia (bandiera) | Filippo Chiamenti     |
| 13 | Attaccante | Italia (bandiera) | Lorenzo Dell'Uomo     |
| 16 | Attaccante | Italia (bandiera) | Filippo Centofante    |
| 29 | Attaccante | Italia (bandiera) | Riccardo Montolli     |
| 33 | Attaccante | Italia (bandiera) | Fabrizio Pace         |
| 58 | Attaccante | Italia (bandiera) | Nicola Frigo Capitano |
| 91 | Attaccante | Italia (bandiera) | Lorenzo Trevisan      |

### Staff tecnico
| Allenatore:  | Jacopo Rizotto     |
| Attrezzista: | Federico Chiamenti |
| Meccanico:   | Ferruccio Sponza   |

### Coppa Italia

#### Fase 1
| Arbitro: | Gallo, Gufler |

| |           |                 |
| 18.54 Pace F. 12.31 Pace F. 12.00 Pace F. 10.51 Chiamenti F. 5.43 Nespolo A. 3.34 Pace F. 1.15 Bianchin M. 17.12 Centofante F. 14.26 Vendrame T. 11.49 Pace F. 7.07 Pace F. 1.09 Pace F. | Marcatori | Meconi B. 10.18 |

### Campionato
| Giornata | Data             | Partita                                | Risultato | Marcatori |
| -------- | ---------------- | -------------------------------------- | --------- | --- |
| 1        | 21 Ottobre 2023  | SPV Vecchia Viareggio - Vicenza Hockey | 0 - 3     | 5.11' Trevisan L. (VI), 14.15' Quinto M. (VI), 11.41' Vendrame T. (VI) |
| 2        | riposo           |                                        |           | |
| 3        | 9 Dicembre 2023  | Vicenza Hockey - Mammuth Roma          | 16 - 0    | 13.32' Vendrame T. (VI), 11.30' Pace F. (VI), 8.40' Vendrame T. (VI), 3.26' Pace F. (VI), 3.18' Centofante F. (VI), 2.14' Chiamenti F. (VI), 1.06' Centofante F. (VI), 19.28' Quinto M. (VI),14.34' Chiamenti F. (VI), 13.41' Centofante F. (VI), 11.46' Dell'Uomo L. (VI), 11.19' Trevisan L. (VI), 7.50' Montoli G. (VI), 6.00' Frigo N. (VI), 1.39' Centofante F. (VI), 1.10' Frigo N. (VI) |
| 4        | 12 novembre 2023 | Snipers Civitavecchia - Vicenza Hockey | 2 - 5     | 16.28' Meconi R. (CI), 8.36' Noveli G. (CI), 17.14' Vendrame T. (VI), 8.46' Vendrame T. (VI), 5.21' Vendrame T. (VI), 5.00' Vendrame T. (VI), 4.11' Centofante F. (VI) |